# Гейкинг, Христофор Иванович
Христофор Иванович Гейкинг (Гейкин) (нем. Heyking Christoph Heinrich Johann; 1731—?) — прусский и русский военный, генерал-поручик. Участник Русско-турецкой войны (1787—1791).

## Биография
Родился 18 февраля 1731 года[по какому календарю?]; происходил из шляхетства, лютеранского вероисповедования. Отец — Эрнст Адольф фон Гейкинг, мать — Маргарита-Анна, урождённая фон Ливен.
Будучи на прусской военной службе, из ефрейтора был произведен в капралы, затем в прапорщики (в период с 1742 по 1751 годы). Был премьер-майором Его величества королевской службы. 9 июня 1757 года, накануне вступления России в Семилетнюю войну против Пруссии, перешёл капитаном в российскую военную службу — секунд-майор (1 июня 1758), премьер-майор (1 января 1760), подполковник (10 декабря 1764), полковник (1 января 1770).
Участвовал в сражениях против Пруссии под деревней Гросс-Егерсдорф (1757), где был ранен. В 1758 и 1759 годах находился в военных походах, участвовал в боях под Пальцигом и под Франкфуртом, где был ранен в правую руку и получил контузию.
В 1770—1775 годах — командир Казанского кирасирского полка.
В чине бригадира служил с 17 марта 1774 года, в чине генерал-майора — с 10 июня 1775 года и состоял при Эстляндской дивизии.
В 1782 году генерал-майор Христофор Иванович Гейкинг состоял при пограничной дивизии Новороссийской губернии.
В Списке по воинскому департаменту на 1793 год Гейкинг значился генерал-поручиком, обер-комендантом в Москве. На этой должности он служил с 1792 по 1796 годы.
Дата смерти неизвестна.
Женился 4 февраля 1762 года на Иоанне Луизе фон Виллемс (ум. 1764).
В Елисаветградском уезде находилось имение генерал-поручика Христофора Ивановича Гейкинга.

## Награды
- Награждён орденом Св. Георгия 4-й степени (№ 547; 26 ноября 1788).
- Также награждён другими орденами, среди которых орден Св. Анны (22 декабря 1784)[3].

## Архивные источники
- РГВИА. Ф. 490. — Оп. 3. — Д. 131. — Л. 43-44.
- РГВИА. Ф. 489. — Оп. 1. — Д. 7164. — Л. 18.